# Dorota Bucław
Dorota Anna Bucław (ur. 16 października 1977 w Solcu Kujawskim) – polska tenisistka stołowa, brązowa medalistka igrzysk paralimpijskich (2024), mistrzyni świata (2022) i Europy (2019, 2023) w paratenisie stołowym.

## Życiorys
Ukończyła Wyższą Szkołę Gospodarki w Bydgoszczy (kierunek: Zarządzenie sportem i kulturą fizyczną). Od dzieciństwa trenowała koszykówkę. Na skutek urazu splotu ramiennego w 1994 r. zmuszona była zrezygnować z tej dyscypliny i podjęła treningi tenisa stołowego w klubie Astoria Bydgoszcz. W 1999 r. doznała urazu rdzenia kręgowego. Jest zawodniczką Integracyjnego Klubu Sportowego AWF w Warszawie.

## Osiągnięcia[1][6]

### Medale Igrzysk Paralimpijskich
- brązowy medal indywidualnie w kategorii WS1-2 (Letnie Igrzyska Paralimpijskie w Paryżu, 2024)

### Medale Mistrzostw Świata
- złoty medal indywidualnie (Mistrzostwa Świata Niepełnosprawnych w tenisie stołowym w Granadzie, 2022)
- brązowy medal w mikście (Mistrzostwa Świata Niepełnosprawnych w tenisie stołowym w Granadzie, 2022)
- brązowy medal indywidualnie (Mistrzostwa Świata Niepełnosprawnych w tenisie stołowym w Lasko-Cejle, 2018)

### Medale Mistrzostw Europy
- złoty medal indywidualnie (Mistrzostwa Europy Niepełnosprawnych w tenisie stołowym w Sheffield, 2023)
- złoty medal indywidualnie (Mistrzostwa Europy Niepełnosprawnych w tenisie stołowym w Helsingborgu, 2019)
- srebrny medal indywidualnie (Mistrzostwa Europy Niepełnosprawnych w tenisie stołowym w Lasko-Cejle, 2017)

### Udział w Igrzyskach Paraolimpijskich
- Letnie Igrzyska Paraolimpijskie w Londynie (2012)
- Letnie Igrzyska Paraolimpijskie w Rio de Janeiro (2016)
- Letnie Igrzyska Paraolimpijskie w Tokio (2020)
- Letnie Igrzyska Paralimpijskie w Paryżu (2024)

## Odznaczenia
- Krzyż Kawalerski Orderu Odrodzenia Polski – 2024[7]